# 張昭
張 昭（ちょう しょう）は、中国後漢末期から三国時代の呉にかけての政治家・武将。字は子布。諡は文侯。徐州彭城国の人。妻は孫氏。子は張承・張休・他一名。

## 経歴

### 若き日
若い頃から学問に励み、隷書に巧みで、智謀に長けていた。白侯子安という人物から『左氏春秋』を教授され、その他にも広く書物を読んだ。やがて王朗・趙昱と並んで高い名声を得て、互いに親しく交友した。
20歳前後で孝廉に推挙されたが、都に出仕しなかった。王朗と旧君の諱についての議論を交わし、陳琳ら同郷の人々の注目を集めた。その議論は『風俗通』という書籍に記録された。
徐州刺史の陶謙から官途に就くよう茂才に推挙されると、張昭はこれを拒絶した。そのため陶謙にこれを恨まれて投獄されたが、趙昱の弁護によって助けられた。後年に陶謙が死去すると、張昭は彼のために弔辞を記し、その功徳を称えている。

### 孫策に仕える
董卓の専横などで中央が乱れると、その混乱を避けて江南に移住する。孫策が揚州で挙兵した時、その参謀として招かれた。孫策は張昭を得たことを喜び、長史・撫軍中郎将に任じ、師友として遇した。その信任は厚く、孫策は張昭の家に赴いて母親に挨拶するなど、家族同然の付き合いをした。
張昭に北方の士大夫から手紙が届くと、それらはいつも彼の手柄を褒めるものばかりだった。手紙のことを黙っていれば北方の人々と密かに連絡を取っていることになり、公表すれば自分への称賛を自慢することになり、どうすれば良いか決断しかねていた。孫策はこのことを意に介さず、斉の桓公が管仲に全てを委ねた故事に倣い、張昭に文事武事の一切を委ねた。
孫策は参謀として張昭の他、張紘・秦松・陳端といった人物を登用していたが、出陣の際は張昭か張紘のどちらか一人を伴い、どちらか一人には留守を任せた。部将の鄧当が死去すると、その義弟である呂蒙を後任として推挙した。
建安5年（200年）、孫策の臨終に際してその枕元に呼ばれ、弟の孫権を補佐するよう委任された。この時、孫策は孫権に「内政のことは張昭に相談せよ」と命じ、また張昭に「もし仲謀（孫権の字）が仕事に当る能力がないようならば、あなた自身が政権を執ってほしい」と述べた。

### 孫権を補佐する
孫策の死後、朝廷に孫権が跡を継いだことを上表した。張昭は孫権が配下の将や城を統率したものの、その死を悲しみしばらく政治を執ろうとしなかったことを叱咤し、馬に乗らせて兵士を率いさせた。このことで人々は、孫権が後継者になったことを認知するようになった。孫権政権下では引き続き長史を務めた。孫権自身が出陣した時は留守を守り、幕府の事務を処理した。孫権が当主になったばかりの時は、孫氏の勢力が不安定なものになっていたので、張昭は兵士・豪族・民の気持ちを安定させると共に、時には自身が軍勢を率いて反乱平定や賊討伐に赴いた。孫権には張公と呼ばれ、厚い信頼を受けた。
張紘と共に外交文書など、文書の起草にあたったが、文才では張紘には及ばなかったと言われる。陳琳は張紘に送った手紙で「こちらにいる王朗殿、そちらにいる貴方と張昭殿に、私などは到底及ばない」という旨を述べ、その文才は張紘と並んで称えられている。
孫策と孫権の生母である呉夫人は臨終に際し、張昭らを招いて後事を託した。

### 呉の成立
建安12年（207年）、劉表軍の黄祖陣営から甘寧が投降してきた。甘寧は孫権に西上して黄祖を討つことを勧めた。張昭は反対したが、甘寧に反論され、孫権もまた甘寧の意見に賛同した。
建安13年（208年）の赤壁の戦いでは、曹操軍の圧倒的兵力の前に衆寡敵せずと、秦松ら多くの家臣たちと共に降伏を進言した。結局、孫権は周瑜・魯粛の言に従い曹操を撃ち破るのだが、このことは後年まで尾を引いた。孫権は帝位に即くに及び百官を呼び集めた席で、自分が即位できたのは周瑜のおかげだと述べた。張昭がこれに同意して周瑜を称賛しようとした矢先、孫権は「もしあの時、張公の（赤壁の戦いで曹操に降伏する）進言を聞いていたら、今頃は乞食になっていただろう」と続け、張昭は恥じ入るばかりだった。
赤壁の戦いの直後には、孫権の合肥攻撃に連動し、別動隊を率いて匡琦を討伐。さらに部将たちを率いて、豫章郡の賊頭の周鳳を南城に攻め、これを撃ち破った。それ以降は張昭がみずから軍を指揮することは稀になり、常に孫権の傍にあり策謀を用いて貢献した。曹操を退けた後に、孫権が劉備の推薦で車騎将軍に任命されると、その軍師となった。また、劉備配下の諸葛亮を孫権に推挙したが、諸葛亮からはその下に留まることを断られたという逸話もある。
孫権は騎馬に乗り虎を射ることを好んでいたが、ある時、虎に反撃され、馬の鞍に飛びつかれた。それを見た張昭は「君主は優秀な群臣を使いこなすもので、野原で獣と勇を競うものではない」と孫権を叱責した。これ以後、孫権は馬上で虎を射るのではなく、箱に穴を開けた車（木製の装甲車のようなもの）から虎を射て遊んだ。また、獣が車に近づいてきた時は、孫権手ずから倒すことを好んだ。張昭はこれも強く諌めたが、孫権は笑って答えなかった。
建安26年（221年）、孫権が魏により呉王に封じられると、使者の邢貞が呉を訪問した。邢貞は尊大な態度で臨んだが、張昭は強くこれを咎めた。またこの時、群臣は張昭を初代丞相に推した。しかし孫権は、丞相職は百官の取りまとめなど責務が重要であり、張昭を丞相にすることは彼を優遇することにはならないとして、孫邵を丞相に任命した。張昭は綏遠将軍となり、由拳侯に封じられた。孫紹・滕胤・鄭礼と共同して、朝廷の儀礼制度を整備した。
黄武4年（225年）に孫邵が死去すると、再び張昭が丞相に推されたが、後任には顧雍が就いた。この人事について孫権は「張昭は剛直な性格なので、感情的な行き違いが起こるだろうから、張昭を丞相にすることは彼のためにならない」と述べた。
孫権は武昌で宴会を催すと、酔い潰れた配下には水を被せて目覚めさせ、台から転げ落ちるまで酒を飲ませようとした。これに対し張昭は、物も言わずにその場を立ち去ろうとした。孫権が後を追い「皆で一緒に楽しもうとしているだけなのに、なぜ腹を立てるのか」と言うと、張昭は「昔紂が糟丘酒池を作り、長夜の飲（さかもり）をいたしましたが、その時にも楽しみのためにやっているのだと考え、悪事を考えているなどとは考えておりませんでした」と反論した。孫権は恥じて宴会を中止させた。その他、孫権と神仙についての話をしているところを虞翻にからかわれた逸話や、諸葛恪にその弁舌で手玉に取られた逸話もある。
黄龍元年（229年）、孫権が皇帝を名乗ると、張昭は自分が高齢で病気がちだとして官位・領地・兵を返上したが、改めて輔呉将軍に任じられ、朝廷での席次は三司に次ぐものとされた。また婁侯に封じられ、食邑10000戸が与えられた。
ある時、孫権は厳畯に幼い頃に覚えた書を暗誦するよう求めた。厳畯は求めに応じ『孝経』の冒頭を暗誦したが、張昭はその場に割って入り、より主君の前の場で適当だと考える部分を暗誦し、孫権に示した。人々は張昭を称賛した。また、この頃には参内する機会が減ったことから、家において著作に励み、『春秋左氏伝解』『論語注』を著した。

### 晩年
張昭は参内し孫権と面会する毎に断固とした意見を述べ、ついには目通りを禁じられた。その後、蜀の使者がやってきて自国の素晴らしさを吹聴すると、呉の群臣には言い返せる者がいなかった。孫権は、張昭がいればこのようなことはなかったと残念がり、次の日に使者を直々に送り、張昭との対面を求めた。張昭は自らの態度を謝罪すると共に「昔、太后様（呉夫人）と桓王様（孫策）は、私めを陛下にお預けくださるのではなく、かえって陛下を私めにお託しになりました」「栄誉を盗み、主君のご機嫌を取るなどということは、私のようせぬところでございます」などと述べた。孫権もまた、自らの言動を謝罪した。
嘉禾元年（232年）、公孫淵が呉への服属を願い出ると、孫権は使者として張弥・許晏を派遣して、公孫淵を燕王に封じようとした。張昭は、公孫淵が本心から呉に従おうとしている訳ではないと反対した。孫権は張昭の態度に怒り、剣に手をかけたが、張昭は孫策と呉夫人の遺言を理由にあくまで反対し、孫権をじっと見つめ涙を流した。孫権は剣を捨て、御座から降りて張昭と向かい合い泣いたが、結局は使者を出発させた。張昭は意見が容れられなかったことに腹を立て、病と称して家に引きこもり、朝議への参加を断った。孫権は土で張昭の屋敷の門を塞いだが、張昭も負けずに内側から土で門を塞いだ。
果たして公孫淵は張弥・許晏を殺し、魏にその首を送った。孫権は自らの誤りを悟り何度も詫びを入れたが、張昭は家に引きこもったままだった。孫権が直接門前から声を掛けても重病を理由に面会を断り、孫権が家門の前に火をつけて脅しても、なお扉を固く閉ざした。孫権はその火を消させた後、門前で待ち続け、これを張昭の息子らが見かねて、父を抱え外へと連れ出した。孫権は張昭を自分と同じ車に乗せて宮中に帰り、深く謝罪した。ここまでされたらと張昭も氷解し、以後はこれまでどおり朝議に参加した。
嘉禾5年（236年）、81歳で死去した。飾り気のない棺を用い、普段着のまま葬るよう遺言していた。葬儀には孫権も立ち会い、素服で臨んだ。文侯と諡された。長男の張承は既に爵位を得ていたので、末子の張休がそれを継いだ。
『三国志』の編者陳寿はその評で張昭を「勲功を立派に立て、真心をもって直言し、正しい道を守った」と称えると共に、孫権がその厳格な態度を嫌い張昭を冷遇したことについては「孫権が孫策に及ばなかったことが分かる」と評した。
張昭が家の前に掘った池は婁湖（張昭の爵位・婁侯に由来）として伝わる。張昭によってこの湖の灌漑工事が行なわれたことが見える。
東晋の袁宏の「三国名臣序賛」（『文選』所収）では魏の9人、蜀の4人、呉の7人が名臣として賞賛されており、その中に名を挙げられている。

## 一族
子の張承・張休は共に呉の高官に昇ったが、張休は二宮事件に巻き込まれ、非業の死を遂げた。張承の子の張震も、親族の諸葛恪が誅殺された時に、共に殺害されている。東晋の代には曾孫の張闓が高官に昇り、その子の張混までが史書に名を残している。

### 家系図
```
●
┣━━━━━━━━┓

張昭
　　　      　●
┣━━┓　　 　 　┃

張承
　
張休
　    
張奮

┣━━━┳━━━┓

張震
　　
孫和
妻　
陸抗
妻
```

## 墓
2024年11月に、江蘇省南京市の南部新城油庫公園で張昭の墓が発見されたと報道された。墓からは「輔呉将軍章」「婁侯之印」と刻まれた二つの金印が見つかり、孫権より輔呉将軍に任じられ、婁侯に封じられたという史書の記録と一致することから張昭のものと推定されている。

## 三国志演義
小説『三国志演義』においても呉の参謀筆頭の扱いをされ、張紘と共に「江東の二張」と呼ばれる在野の賢者で、孫策の度重なる説得を受けて仕えることとなった。赤壁の戦いの前に諸葛亮との討論に敗れる重臣の一人として登場している。関羽の死後、張昭は孫権にその禍を魏に転化するよう進め、関羽の首の塩漬けは曹操の元へと送られた。正史では一度官位と領地を返上した後も政治に関わっているが、演義では完全に隠退したことになっている。